# Federico Moreira
Pour les articles homonymes, voir Moreira.
Federico Moreira, né le 8 mars 1961 à Salto, est un coureur cycliste uruguayen. Il a notamment été médaillé d'or de la course aux points aux Jeux panaméricains de 1987. Il détient le record de succès au Tour d'Uruguay avec six victoires entre 1986 et 1999. Il a également remporté la Rutas de América (1982, 1988 et 1997) et le Tour du Chili (1985).
Ses fils Agustín et Mauricio sont également coureurs cyclistes.

## Palmarès sur route
- 1981
  - 2e étape du Tour d'Uruguay
- 1982
  - Vuelta a los Puentes del Santa Lucía
  - Rutas de América
- 1983
  - 3e du Tour d'Uruguay
- 1984
  - 2 étapes du Tour d'Uruguay
  - Vuelta del Pueblo
  - 2e du Tour d'Uruguay
- 1985
  - 3 étapes du Tour d'Uruguay
  - Vuelta del Pueblo
  - Tour du Chili :
    - Classement général
    - 6ea étape (contre-la-montre)
- 1986
  - Tour d'Uruguay :
    - Classement général
    - 1 étape
- 1987
  - 1 étape du Tour d'Uruguay
  - 2e du Tour d'Uruguay
- 1988
  - Rutas de América
- 1989
  - Tour d'Uruguay :
    - Classement général
    - 1 étape
- 1990
  - Tour d'Uruguay :
    - Classement général
    - 1 étape
- 1991
  - Tour d'Uruguay :
    - Classement général
    - 2 étapes

  - 2e de la Doble Bragado
- 1992
  - 5ea étape du Tour du Chili (contre-la-montre)
- 1996
  - Prologue du Tour du Chili
  - 9e étape du Tour d'Uruguay (contre-la-montre)
  - 2e du Tour d'Uruguay
- 1997
  - Rutas de América :
    - Classement général
    - 7e étape (contre-la-montre)

  - Tour d'Uruguay :
    - Classement général
    - Prologue et 7eb étape (contre-la-montre)
- 1999
  - Tour d'Uruguay :
    - Classement général
    - 8e étape

  -  Médaillé d'argent du championnat du monde du contre-la-montre "B"
- 2000
  - 2e du Tour d'Uruguay
- 2001
  - 7e (contre-la-montre) et 10e étapes du Tour d'Uruguay
  - 2e de la Rutas de América
- 2002
  - 2e du Tour d'Uruguay
- 2005
  - 3e de la Vuelta Chaná

## Palmarès sur piste

### Jeux panaméricains
- Indianapolis 1987
  -  Médaillé d'or de la course aux points